# Hans Frick (Offizier)
Hans Frick (* 8. März 1888 in Zürich; † 13. Juni 1975 in Bougy-Villars) war ein Schweizer Historiker und Offizier.

## Leben
Frick wurde als Sohn eines Kaufmanns und dessen Frau geboren; sein Bruder war der Jurist Wilhelm Frick (1894–1961). In den 1930er Jahren bewegte er sich im Umfeld der Eidgenössischen Front seines Bruders.
Er studierte Geschichte an den Universitäten in Zürich und München. 1914 wurde er in Zürich mit der Dissertation Johann Conrad Finslers politische Tätigkeit zur Zeit der Helvetik zum Dr. phil. promoviert.
Von 1911 bis 1929 war er Instruktionsoffizier der Infanterie. 1928/29 wurde er zur italienischen Armee abkommandiert. Von 1930 bis 1938 war er Chef der Sektion Ausbildung, 1938/39 Unterstabschef Front und 1940 Stabschef der Gruppe für Ausbildung und Kommandant der Gruppe Linth. 1941 übernahm er das Kommando über die 7. Division. Im Zweiten Weltkrieg rief er zum Widerstand gegen die Achsenmächte auf. Nach 1945 war er Chef der Ausbildung der Schweizer Armee.
Von Frick erschienen mehrere Aufsätze zu militärischen und militärpolitischen Themen.
Frick war mit Ester verheiratet, Tochter des Historikers Wolfgang Friedrich von Mülinen.

## Schriften (Auswahl)
- Brevier der Taktik. Hallwag, Bern 1943 (Nachdruck der 4. Auflage von 1949, Karolinger, Wien 2000).